# 奧托龍卡尼山 (伊丘尼亞區)
16°18′32″S 70°28′40″W / 16.30889°S 70.47778°W
奧托龍卡尼山（Uturunqani），是秘魯的山峰，位於該國南部莫克瓜大區，由桑切斯將軍山省的伊丘尼亞區負責管轄，屬於安地斯山脈的一部分，海拔高度4,800米。